# Ivanildo Alves
Ivanildo Ferreira Alves (Maracanã, 1961), também conhecido como Capitão Ivanildo, é Major da reserva remunerada da Polícia Militar do Estado do Pará, foi Vereador e Deputado Estadual. Atualmente atua como docente na Faculdade de Direito da Universidade Federal do Pará e na Universidade da Amazõnia, onde exerce com maestria atividades voltadas ao âmbito criminal, ministrando aulas de Direito Penal e Processual Penal, sendo também Presidente da Academia Paraense de Letras.

## Biografia
Nasceu no município de Maracanã, no interior do Pará, em 20 de junho de 1961. É um destacado escritor, jurista, professor e servidor público brasileiro, com uma carreira marcada pela excelência em diversas áreas do conhecimento. Natural da região amazônica, traçou uma trajetória que une a paixão pelo Direito, a vocação para a literatura e o compromisso com a segurança pública e a educação.
Graduado em Direito pela Universidade da Amazônia (UNAMA), Ivanildo aprofundou seus estudos jurídicos com um Mestrado em Direito pela Universidade Federal do Pará (UFPA). Atualmente, é doutorando em Direito pela Fundação Universitária Ibero-Americana (FUNIBER), onde desenvolve pesquisas panorâmicas para os desafios contemporâneos do sistema jurídico.
Além de suas contribuições acadêmicas e culturais, Ivanildo teve uma carreira longa e respeitada no serviço público. Como Capitão da Reserva da Polícia Militar do Pará, acumulou experiência em segurança e liderança. Exerceu tambén o cargo de Secretário de Segurança Pública do Estado do Pará, onde contribuiu para o fortalecimento da segurança e da ordem no estado.
Foi eleito Vereador e Deputado Estadual, tendo concorrido às eleições de 1998 com o nome "Capitão Ivanildo".
A trajetória de Ivanildo Alves reflete sua dedicação às causas fundamentais para a sociedade, unindo o rigor jurídico, a paixão pela literatura e o compromisso com a formação de cidadãos críticos. Suas obras e ações continuam a inspirar tanto a comunidade jurídica quanto o universo literário.
Na literatura, Ivanildo Alves é um nome de referência no cenário amazônico. É autor de obras que transitam entre o ensaio, a ficção e a crônica, capturando as nuances culturais, históricas e sociais da Amazônia. Entre suas obras mais conhecidas estão: Curso de Oratória - A arte de falar em público, O mercador de túmulos, Santo Antônio do Guamá, Contos da Amazônia, Contos de Bragança e A Panela de Ouro. Ele também é autor da trilogia emblemática Crônicas do Latifúndio na Amazônia, composta pelas obras Mãe-terra, Madrasta-terra e Padrasto Ouro, acervo literário que oferece uma análise crítica e sensível sobre as complexas relações entre o homem e o meio ambiente na região amazônica.
Ivanildo também é um reconhecido líder cultural, ocupando atualmente a Presidência da Academia Paraense de Letras (APL), onde promove a valorização da literatura e da cultura amazônica. Como professor, dedica-se ao ensino em duas renomadas universidades paraenses, ministrando aulas de Direito Penal, Processo Penal e Direito Penal Militar na UFPA e UNAMA, compartilhando seu vasto conhecimento e experiência com novas gerações de juristas.
Como escritor, assina a coluna “Polícia & Justiça”, do Jornal Diário Amazônia.

## Carreira Política
- 1994 - Atual Universidade Federal do Pará  Vínculo: Servidor Público, Enquadramento Funcional: Professor Adjunto
- 1994 - Atual Policia Militar do Estado do Pará Vínculo: Servidor Público, Enquadramento Funcional: Capitão
- 1997 - 1998 Câmara Municipal de Belém Vínculo: Servidor Público, Enquadramento Funcional: Vereador
- 1998 - Atual Universidade da Amazônia Vínculo: Celetista formal, Enquadramento Funcional: Professor Adjunto
- 1999 - 2002 Assembleia Legislativa do Estado do Pará  Vínculo: Servidor Público, Enquadramento Funcional: Deputado Estadual
- 2003 - 2004 Governo do Estado do Pará Vínculo: Servidor Público, Enquadramento Funcional: Secretário de Segurança Pública
- 2005 Prefeitura Municipal de Belém Vínculo: Servidor Público, Enquadramento Funcional: Superintendente da Companhia de Transportes
- 2008 - 2013 Faculdade pan Amazonica Vínculo: Celetista formal, Enquadramento Funcional: Professor Adjunto
- 2009

Universidade Federal do Pará
Vínculo: Servidor Público, Enquadramento Funcional: Coordenador do Curso de Direito

## Obras
- ALVES, Ivanildo Ferreira. Crimes contra a vida. 1. ed. 1999
- ALVES, Ivanildo Ferreira. Da periclitação da vida e da saúde e da rixa, 2000
- ALVES, Ivanildo Ferreira. Contos da Amazônia, 2001
- ALVES, Ivanildo Ferreira. A Panela de Ouro e Outros Contos. 1. ed. 2001 (Coletânea)
- ALVES, Ivanildo Ferreira. Crimes Contra a Honra, 2001
- ALVES, Ivanildo Ferreira. Crimes contra a liberdade individual, 2001
- ALVES, Ivanildo Ferreira. VIII Concurso de contos da região norte, 2001
- ALVES, Ivanildo Ferreira. Direito para o Povo, 2001 (Coletânea)
- ALVES, Ivanildo Ferreira. Crimes contra o patrimônio e contra a propriedade intelectual, 2002
- ALVES, Ivanildo Ferreira. Contos de Bragança, 2003
- ALVES, Ivanildo Ferreira. O Mercador de Túmulos. 1. ed. 2010
- ALVES, Ivanildo Ferreira. A Arte de Falar em Público. 1. ed. , 2017
- ALVES, Ivanildo Ferreira. Crimes Contra o Sentimento Religioso e o Respeito aos Mortos, 2018
- ALVES, Ivanildo Ferreira. Santo Antônio do Guamá. 1ª. ed. 2019
- ALVES, Ivanildo Ferreira. Mãe-Terra Crônicas do Latifúndio na Amazônia, 2022
- ALVES, Ivanildo Ferreira. Madrasta-Terra Crônicas do Latifúndio na Amazônia, 2023
- ALVES, Ivanildo Ferreira. Padrasto Ouro Crônicas do Latifúndio na Amazônia, 2024

## Reconhecimento
- 2003 - Medalha de Mérito da Polícia Civil do Estado do Pará,
- 2021-2023 - Presidente da Academia Paraense de Letras (APL)